# مائورو بریانو
مائورو بریانو (انگلیسی: Mauro Briano؛ زادهٔ ۸ مارس ۱۹۷۵) بازیکن فوتبال اهل ایتالیا است.
از باشگاه‌هایی که در آن بازی کرده‌است می‌توان به باشگاه فوتبال رجینا، باشگاه فوتبال آلساندریا، باشگاه فوتبال تورینو، باشگاه فوتبال فوجا، باشگاه فوتبال مونتسا، و باشگاه فوتبال تریستیانا اشاره کرد.
وی همچنین در تیم ملی فوتبال زیر ۱۹ سال ایتالیا بازی کرده‌است.